# Funerale a Berlino
Funerale a Berlino (Funeral in Berlin) è un film di spionaggio del 1966 diretto da Guy Hamilton.

## Serie cinematografica
È il secondo di una serie di cinque film di spionaggio realizzati negli anni sessanta e novanta, nei quali l'attore Michael Caine incarna Harry Palmer, una spia del Secret Intelligence Service creata dalla fantasia di Len Deighton.

## Trama
Il colonnello Stok, un alto ufficiale del servizio di spionaggio sovietico del KGB responsabile della sicurezza di un settore del Muro di Berlino, sembra voler disertare e passare all'Ovest, ma le prove sono contraddittorie. L'agente Harry Palmer viene inviato dal suo capo, Ross, a valutare l'offerta; agirà in collaborazione con il capo della sezione di Berlino, Johnny Vulcan: quest'ultimo, tra i due, è il più propenso a credere alla buona fede dell'alto ufficiale sovietico.
Stok chiede esplicitamente ai britannici del Secret Intelligence Service che il responsabile dell'operazione sia Kreutzmann, colui che guida l'organizzazione che permette le fughe da Berlino Est a Berlino Ovest. Questi elabora un piano che mira a far uscire Stok clandestinamente in una bara dalla Repubblica Democratica di Germania, organizzando un finto funerale, con scambio finale della bara sul Ponte di Glienicke (non potendo utilizzare il "Ponte delle Spie", che collegava Berlino Ovest con il Land di Brandeburgo in Germania Est e il cui transito era riservato a diplomatici e militari, la scena fu girata sul ponte Swinemünder nel quartiere Gesundbrunnen della zona Ovest). Il pagamento dell'organizzazione di Kreutzmann dovrà avvenire tramite denaro, 65.000 dollari, ed alcuni documenti personali falsificati.
Nel contempo, Palmer viene abbordato e sedotto da un'affascinante modella, Samantha Steel. Non fidandosene, egli scopre che lei è in realtà un agente del Mossad, che sta dando la caccia ai conti correnti svizzeri riconducibili a nazisti che si arricchirono derubando gli ebrei: tra questi un certo Paul Louis Broum, titolare di un conto da 2 milioni di dollari ed ufficialmente morto, a cui nome sono intestati i documenti che Palmer porta come pagamento per il piano di fuga.
Il piano si rivela però un'abile trappola del KGB: a Berlino Ovest, all'interno della bara, non arriva Stok, ma il cadavere di Kreutzmann. Egli, oltre che una spina nel fianco del sistema del Muro di Berlino, era anche in contatto con il suddetto Broum. A seguito del fallimento, Ross ordina a Palmer di uccidere Vulcan: egli altri non è che Broum, ex-ufficiale delle SS corrotto e doppiogiochista, divenuto ora inutile e pericoloso. Harry però, faccia a faccia con l'uomo che deve sopprimere, non se la sente di eseguire l'ordine, lasciando libero Vulcan-Broum.
Questi riesce a tornare in possesso dei "suoi" documenti, ed in un concitato finale viene ucciso dagli agenti del Mossad mentre, d'accordo con il KGB, tenta di scappare a Berlino Est, per poi raggiungere la Svizzera. Palmer, presente all'azione, può così comunicare a Ross di aver eseguito il suo ultimo ordine: inscenando un falso omicidio delle guardie di frontiera tedesco-orientali contro un cittadino che tentava di fuggire dal regime comunista della Repubblica Democratica Tedesca riceve anche i complimenti finali del suo capo.

## Scheda tecnica
- Titolo originale: Funeral in Berlin
- Realizzazione: Guy Hamilton
- Sceneggiatura: Evan Jones, tratto da un romanzo di Len Deighton
- Immagini: Otto Heller
- Musiche: Konrad Elfers
- Montaggio: John Bloom
- Scenografia: Ken Adam et Peter Murton
- Produzione: Charles D. Kasher e Harry Saltzman, per Jovera S.A., Lowndes Productions Limited e Paramount Pictures
- Paese d'origine: Regno Unito
- Lingua: inglese, tedesco
- Formato: Colore (Technicolor) - 2,35:1 - Mono
- Genere cinematografico: Spionaggio, Thriller
- Durata: 102 minuti
- Date di uscita:
  - 22 dicembre 1966 (New York)
  - 23 febbraio 1967 Regno Unito
  - 17 marzo 1967 Repubblica Federale di Germania